# Lachowce (gmina)
Lachowce – dawna gmina wiejska w powiecie stanisławowskim województwa stanisławowskiego II Rzeczypospolitej. Siedzibą gminy były Lachowce.
Gminę utworzono 1 sierpnia 1934 r. w ramach reformy na podstawie ustawy scaleniowej z dotychczasowych gmin wiejskich: Chmielówka, Głębokie, Hlebówka, Horocholina, Lachowce, Pochówka i Sadzawa.
Pod okupacją część gminy weszła w skład nowej gminy Bohorodczany.
Po II wojnie światowej obszar gminy został odłączony od Polski i włączony do Ukraińskiej SRR.